# Naparra Andoaiña (manzana)
Naparra Andoaiña es el nombre de una variedad cultivar de manzano (Malus domestica). Esta manzana está cultivada en diversos viveros entre ellos algunos dedicados a conservación de árboles frutales en peligro de desaparición. La manzana 'Naparra Andoaiña' es originaria de Andoáin Guipúzcoa, donde tuvo su mejor época de cultivo comercial antes de la década de 1960, y actualmente en menor medida aun se encuentra para la elaboración de sidra.

## Sinónimos
- "Manzana Naparra Andoaiña",[6][7][8]
- "Naparra Andoaiña Sagarra",
- "Naparra Andoaina Sagarra",.

## Historia
'Naparra Andoaiña' es una variedad de manzana cultivada en Guipúzcoa, oriunda de Andoáin, está considerada incluida en las variedades locales autóctonas muy antiguas, cuyo cultivo se centraba en comarcas muy definidas. Se caracterizaban por su buena adaptación a sus ecosistemas y podrían tener interés genético en virtud de su adaptación. Estas se podían clasificar en dos subgrupos: de mesa y de sidra (aunque algunas tenían aptitud mixta). Es muy apreciada en la elaboración de sidra.
'Naparra Andoaiña' es una variedad mixta, clasificada como muy buena en la elaboración de sidra, también se utiliza en la cocina; difundido su cultivo en el pasado por los viveros comerciales y cuyo cultivo en la actualidad se ha reducido a huertos familiares, y muy apreciada en la elaboración de sidra.

## Características
El manzano de la variedad 'Naparra Andoaiña' tiene un vigor alto; florece a inicios de mayo; tubo del cáliz en forma de embudo corto, y con los estambres situados en su mitad.
La variedad de manzana 'Naparra Andoaiña' tiene un fruto de tamaño medio; forma bastante redonda, algo aplastada, y su contorno presenta una ligera 
irregularidad; piel gruesa, dura, y más bien áspera; con color de fondo verde amarillento, siendo el color del sobre color ausente, importancia del sobre color ausente, siendo su reparto ausente, aunque a veces presenta algunas estrías coloradas, y una sensibilidad al "russeting" (pardeamiento áspero superficial que presentan algunas variedades) débil a media; pedúnculo de tamaño corto y fuerte, implantado hacia un lado, anchura de la cavidad peduncular pequeña, profundidad de la cavidad pedúncular es media, y con una  importancia del "russeting" en cavidad peduncular media; anchura de la cavidad calicina pequeña, profundidad de la cav. calicina media, y de la importancia del "russeting" en cavidad calicina débil; ojo pequeño y cerrado; sépalos triangulares en la base apretados.
Carne de color blanco. Textura crujiente, de bastante zumo y aroma; sabor característico de la variedad, insípido; corazón de tamaño medio, desplazado. Eje abierto. Celdas arriñonadas, cartilaginosas de color verde claro. Semillas aristadas, puntiagudas, de tamaño medio, color marrón claro uniforme.
La manzana 'Naparra Andoaiña' tiene una época de maduración y recolección tardía en el otoño, se recolecta desde mediados de octubre. Tiene uso mixto pues se usa como manzana de cocina, y también como manzana para la elaboración de sidra, buena manzana sidrera.